# TSV Vestenbergsgreuth
Turn und Sport Verein Vestenbergsgreuth e.V. é uma agremiação esportiva alemã, fundada a 1 de fevereiro de 1974, sediada em Vestenbergsgreuth, na Baviera.

## História
De 1996 a 2007, o clube não montou uma equipe devido a uma fusão com o Greuther Fürth, mas já voltou ao futebol competitivo como um time separado.
O TSV é mais conhecido por sua vitória por 1 a 0 sobre o Bayern de Munique na fase de abertura da Copa da Alemanha, temporada 1994-95, três meses após a conquista da Bundesliga.
Formado no pequeno vilarejo de Vestenbergsgreuth, o clube entrou na divisão local C-Klasse Bamberg Grupo 3 (VIII), em seguida, a menor divisão na região. O Greuth foi um sucesso imediato no campeonato, vencendo invicto e ganhando o direito de jogar contra o FC Wacker Trailsdorf pelo acesso, uma partida que foi vencida por 2 a 1 diante de 2.000 espectadores.
Na temporada seguinte, conquistou novo título dessa vez na B-Klasse Bamberg Gruppe 3 (VII), sendo promovido mais uma vez. No início da temporada seguinte, o clube abriu o seu terreno atual a 1 de agosto de 1976 com um amistoso contra o SpVgg Fürth, que terminou com um empate em 1 a 1.
Na A-Klasse Erlangen-Forchheim (VI), temporada 1976-77, terminou em quarto. Ao deixar a região de Bamberg rumo à Erlangen, fizera a transição da FA Oberfranken à FA Mittelfranken. Na temporada posterior, perdeu o título por um ponto, terminando em segundo. Em sua terceira tentativa, o Greuth conquistou o certame em 1978-79 e ganhou a promoção para a Bezirksliga Mittelfranken-Nord (V). Em um amistoso inusitado, o clube jogou uma partida de futebol contra a equipe de hóquei no gelo, CSKA Moscou, e perdeu por 2 a 1.
A Bezirksliga não seria obstáculo para a ascensão de clubes da A-Klasse. O time ganharia o título em sua estreia nessa divisão. Também se manteve invicto durante a temporada regular, mas depois perdeu a decisiva primeira partida válida pela promoção diante do TuS Feuchtwangen por 2 a 1, diante de 4.000 espectadores. Na decisão pelo segundo lugar, no entanto, contra o TSV Lindberg, conseguiu ganhar por 4 a 2 e conquistar a promoção à Landesliga Bayern-Mitte (IV).
Os anos na Landesliga se mostraram mais difíceis. Na sua estreia, terminou em nono lugar. Na temporada seguinte houve um declínio no desempenho e o décimo-segundo lugar só foi festejado por conta da formação de vários jovens. O Greuth começou a lutar contra o rebaixamento, tendo mesmo que sobreviver em uma partida contra o ASV Herzogenaurach (5 a 3, após penalidades para TSV), em 1984, até que na temporada 1984-85, ficou em quarto lugar. Na temporada seguinte, a equipe melhorou em uma colocação e também ganhou a Mittelfranken Pokal com uma vitória por 1 a 0 sobre o 1. FC Nuremberg II. No entanto, o time perdeu a qualificação para a Copa da Alemanha ao capitular diante FC Augsburg por 3 a 1.
A temporada 1986-87 se tornou o destaque da história do clube. Além de conquistar a Landesliga e, portanto, ganhar a promoção à Amateur Oberliga Bayern (III), o maior campeonato do estado da Baviera, a equipe conseguiu vencer todos os 17 jogos como mandante. O Greuth também ganhou a Mittelfranken Pokal novamente, ao bater por 2 a 1, no tempo extra, o Südwest Nürnberg. Dessa vez, em nível estadual, bateu o SpVgg Bayern Hof por 2 a 0 e ganhou o direito de atuar na temporada 1987-1988 na Copa da Alemanha.
Contudo, sua estreia na Copa da Alemanha foi curta por conta de uma derrota por 4 a 0 diante do Sportverein Darmstadt 98 da 2. Bundesliga. Na Bayernliga, o Vestenbergsgreuth continuou seu desempenho surpreendente, levando o título de surpresa. A série de partidas invictas em casa chegou ao fim a 12 de dezembro de 1987, quando perdeu por 1 a 0 para o Spielvereinigung Unterhaching. Também se classificou para o campeonato amador alemão, atingindo as semifinais e ser eliminado pelo VfB Oldenburg.
Em seu segundo ano na liga, a equipe ficou em terceiro lugar, mas conseguiu conquistar a Mittelfranken Pokal pela terceira vez, com um 1 a 0, após prorrogação, sobre o SpVgg Fürth. A equipe, no entanto, não conseguiu chegar à Copa da Alemanha, ao ser nocauteada pelo SpVgg Plattling nas finais estaduais. Com o quarto lugar na Bayernliga e uma perda na final da Mittelfranken  para o Fürth, a temporada seguinte foi considerada menos bem sucedida. Em 1990-91, a equipe caiu para um décimo lugar e novamente perdeu a final da Taça de Fürth.
A temporada de 1991-92 tornou-se uma espécie de repetição de 1987-88. Mais uma vez, o clube terminou vice-campeão, ao perder o título para o Unterhaching e novamente chegou ao campeonato amador alemão. Duas vitórias, um empate e uma derrota fizeram com que não conseguisse chegar à final. O aspecto positivo foi que a equipe sub-19 conseguiu o acesso à A-Jugend Bayernliga Nord, a maior liga desse nível, na qual disputaria jogos contra times do porte do 1. FC Nuremberg. Na temporada seguinte, terminou em quarto na liga de novo, o que foi importante, pois a média das colocações de 1992, 1993 e 1994 contavam para que pudesse se qualificar para a nova Regionalliga Süd, que estrearia em 1994.
Em seu último ano na Bayernliga terminou apenas em oitavo, mas foi o suficiente para ganhar uma das seis vagas disponíveis para a Regionalliga, temporada 1994-1995. Uma vitória por 6 a 2 contra o SpVgg Ansbach, seguida por um triunfo sobre o vencedor da Copa Schwaben, SC Altenmünster, significou a qualificação para a Copa da Alemanha, temporada 1994-1995.
Em 14 de agosto de 1994, na primeira fase da Copa da Alemanha, o clube chegou à fama. Bateu o então campeão alemão, Bayern de Munique por 1 a 0, no Frankenstadion, em Nuremberg, em gol assinalado por Wolfgang Hüttner. Foi o primeiro jogo do Bayern sob à direção de Giovanni Trapattoni e uma das maiores surpresas da história da Copa da Alemanha. O Bayern teve que "viver com a humilhação", como declarou seu ídolo, Lothar Matthäus. Para o Bayern, que não era a primeira derrota humilhante. Já perdera uma vez para o FV Weinheim, em 1990, e o 1. Fußball-Club Magdeburg.
O Greuth chegou à segunda fase e bateu o FC 08 Homburg. Capitularia, no entanto, na terceira fase diante do VfL Wolfsburg, após disputa de pênaltis. Na nova Regionalliga o clube ficou na quinta posição.
A temporada 1995-96 foi a última em nível competitivo, terminando em um respeitável sexto lugar. Posteriormente, o clube entrou em uma fusão com o SpVgg Fürth, que tinha sido decidida em 1995 por razões financeiras, para formar o Greuther Fürth, o novo nome, Greuther, reflete a herança do TSV Vestenbergsgreuth. O novo logotipo o qual incluiu o sapato de madeira do escudo do Vestenbergsgreuth também indicava que o novo time era mais do que apenas uma continuação do Fürth. O novo clube conseguiu terminar em segundo na Regionalliga e ganhar a promoção para a 2. Bundesliga.
Em 2007, o clube decidiu colocar em campo uma equipe principal novamente. Por conta disso, teve que participar da menor liga local, a A-Klasse Erlangen/Pegnitzgrund-Gruppe 3 (X). Conquistou logo o campeonato e a promoção em sua primeira temporada. No certame enfrentou outro clube bávaro, que também vivenciara melhores dias, o ASV Herzogenaurach.
Desde 2008 atua na Kreisklasse Erlangen/Pegnitzgrund 2, a camada dez da hierarquia do futebol alemão.

## Títulos
| - Amateur Oberliga Bayern (III) - Vice-campeão: (2) 1988, 1992 - Landesliga Bayern-Mitte (IV) - Campeão: 1987 - Bezirksliga Mittelfranken-Nord (V) - Campeão: 1980 - A-Klasse Erlangen-Forchheim (VI) - Campeão: 1979 - B-Klasse Bamberg Gruppe 3 (VII) - Campeão: 1976 - C-Klasse Bamberg Gruppe 3 (VIII) - Campeão: 1975 - A-Klasse Erlangen/Pegnitzgrund-Gruppe 3 (X) - Campeão: 2008 | - Mittelfranken Cup - Campeão: (4) 1986, 1987, 1989, 1994 - Vice-campeão: (2) 1990, 1991 |

### Indoor
- Bavarian indoor
  - Campeão: 1993

## Cronologia
| Temporada | Divisão                        | Módulo | Posição |
| 1974–75   | C-Klasse Bamberg Gruppe 3      | VIII   | 1º ↑    |
| 1975–76   | B-Klasse Bamberg Gruppe 3      | VII    | 1º ↑    |
| 1976–77   | A-Klasse Erlangen-Forchheim    | VI     | 4º      |
| 1977–78   | A-Klasse Erlangen-Forchheim    | VI     | 2º      |
| 1978–79   | A-Klasse Erlangen-Forchheim    | VI     | 1º ↑    |
| 1979–80   | Bezirksliga Mittelfranken-Nord | V      | 1º ↑    |
| 1980–81   | Landesliga Bayern-Mitte        | IV     | 9º      |
| 1981–82   | Landesliga Bayern-Mitte        | IV     | 12º     |
| 1982–83   | Landesliga Bayern-Mitte        | IV     | 10º     |
| 1983–84   | Landesliga Bayern-Mitte        | IV     | 12º     |
| 1984–85   | Landesliga Bayern-Mitte        | IV     | 4º      |
| 1985–86   | Landesliga Bayern-Mitte        | IV     | 3º      |
| 1986–87   | Landesliga Bayern-Mitte        | IV     | 1º ↑    |
| 1987–88   | Amateur Oberliga Bayern        | III    | 2º      |

| Temporada | Divisão                                 | Módulo         | Posição        |
| 1988–89   | Amateur Oberliga Bayern                 | III            | 3º             |
| 1989–90   | Amateur Oberliga Bayern                 | III            | 4º             |
| 1990–91   | Amateur Oberliga Bayern                 | III            | 10º            |
| 1991–92   | Amateur Oberliga Bayern                 | III            | 2º             |
| 1992–93   | Amateur Oberliga Bayern                 | III            | 4º             |
| 1993–94   | Amateur Oberliga Bayern                 | III            | 8º ↑           |
| 1994–95   | Regionalliga Süd                        | III            | 5º             |
| 1995–96   | Regionalliga Süd                        | III            | 6º             |
| 1996-2007 | não participou                          | não participou | não participou |
| 2007–08   | A-Klasse Erlangen/Pegnitzgrund-Gruppe 3 | X              | 1º ↑           |
| 2008–09   | Kreisklasse Erlangen/Pegnitzgrund 2     | X              | 5º             |
| 2009–10   | Kreisklasse Erlangen/Pegnitzgrund 2     | X              | 6º             |
| 2010–11   | Kreisklasse Erlangen/Pegnitzgrund 2     | X              | 3º             |
| 2011–12   | Kreisklasse Erlangen/Pegnitzgrund 2     | X              | 3º             |
| 2012–13   | Kreisklasse Erlangen/Pegnitzgrund 2     | VIII           | º              |

## Retrospecto na Copa da Alemanha
| Temporada | Fase          | Datas                  | Mandante              | Adversário        | Resultado                | Público |
| 1987–88   | Primeira fase | 28 de agosto de 1987   | TSV Vestenbergsgreuth | SV Darmstadt 98   | 0 a 4                    | 5.500   |
| 1994–95   | Primeira fase | 14 de agosto de 1994   | TSV Vestenbergsgreuth | Bayern de Munique | 1 a 0                    | 24.200  |
| 1994–95   | Segunda fase  | 10 de setembro de 1994 | TSV Vestenbergsgreuth | FC 08 Homburg     | 5 a 1                    | 3.200   |
| 1994–95   | Terceira fase | 25 October 1994        | TSV Vestenbergsgreuth | VfL Wolfsburg     | 1 a 1 / 3 a 4 (pênaltis) | 5.500   |

## Fonte
- Vereinslexikon, Hardy Grüne, AGON, 2001, Seite 215, ISBN 3-89784-147-9